# Коттила, Мика
Мика Коттила (фин. Mika Kottila; 22 сентября 1974, Вантаа) — финский футболист, нападающий. Лучший бомбардир чемпионата Финляндии 2002 года.

## Карьера

### Клубная
Большую часть карьеры Мика Коттила провёл в финском чемпионате. Помимо домашнего первенства выступал в норвежской и шведской лигах, а также в составе английского клуба «Херефорд Юнайтед».
Наибольших успехов Коттила добился в составе столичного клуба «ХИК». В его составе он трижды становился чемпионом Финляндии (в 1997, 2002 и 2003 годах). В 2003 и 1998 году вместе с клубом Коттила выигрывал Кубок Финляндии.
В чемпионате 2002 года Мика Коттила с 18 забитыми голами стал лучшим бомбардиром чемпионата.
Мика Коттила был основным нападающим клуба «ХИК», который сенсационно вышел в 1998 году в групповой этап Лиги чемпионов. В матче первого тура против ПСВ (1-2) он забил единственный год своей команды, а также отличился в матче с Бенфикой (2-0), позволив финнам одержать единственную победу в групповом этапе.

### Международная
В 1998 году Коттила дебютировал в составе национальной сборной Финляндии матчем со сборной Кипра. За шесть лет международной карьеры 31 раз выходил на поле в футболке сборной и забил 7 голов.